# Goes Centrum

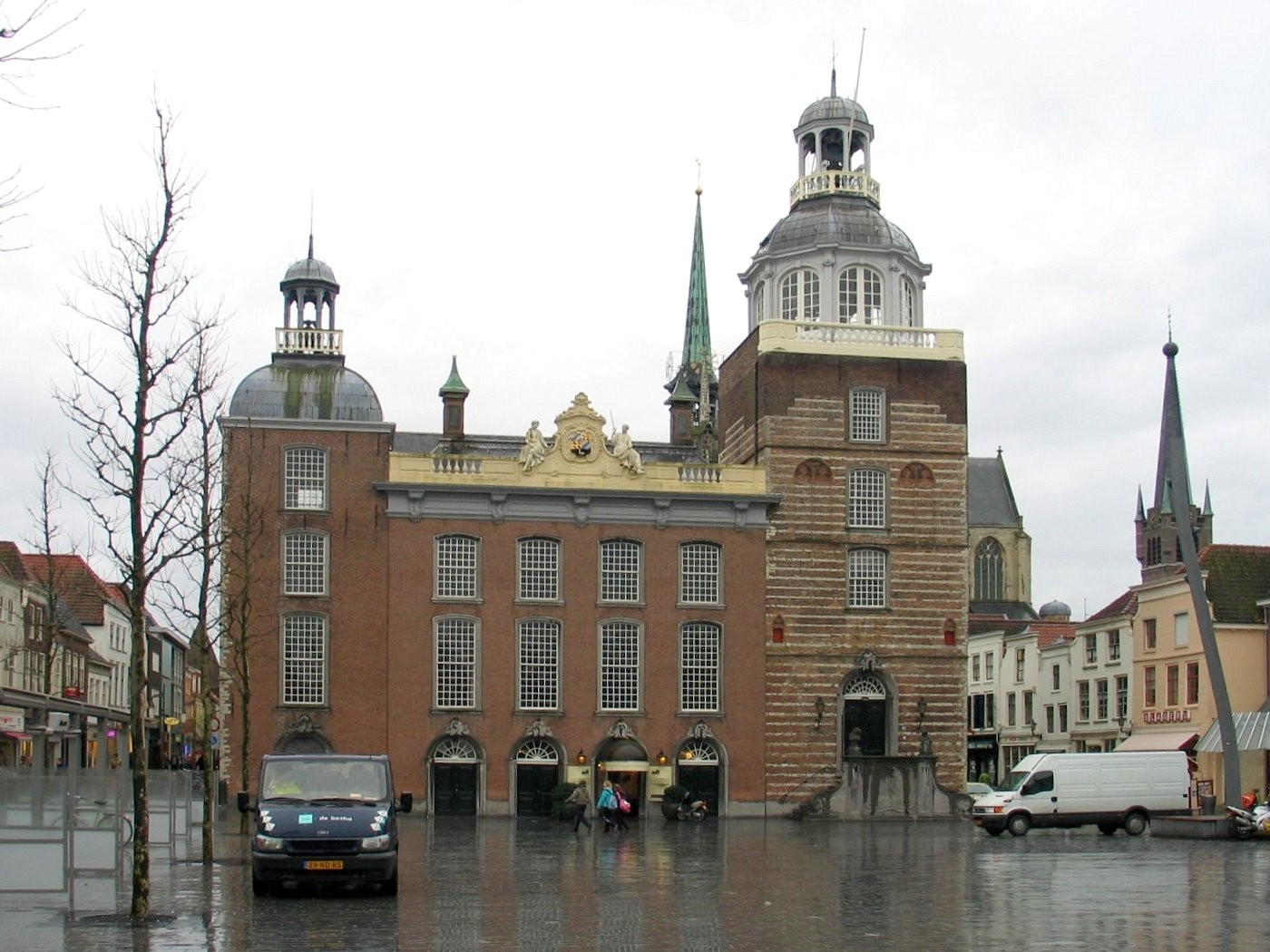
Het stadhuis

Goes Centrum vormt het hart van de stad Goes in de Nederlandse provincie Zeeland. Er zijn veel winkels gevestigd, een station, theater De Mythe en ook het stadskantoor. Op de Grote Markt in de stad, zijn veel historische gebouwen te bewonderen zoals; het stadhuis
 en de Grote of Maria Magdalenakerk.
Markt is op de Grote Markt op dinsdag en zaterdag.

## Ongeregeldheden
Prem Radhakishun maakte voor zijn programma Premtime in 2004 een uitzending vanuit Goes over de gevechten die elke vrijdag plaatsvonden op de grote markt. Reden voor deze gevechten waren vaak meningsverschillen tussen buitenlandse jongeren uit Goes zelf, en blanke dorpsjeugd.
Naar aanleiding van deze gebeurtenis zijn veel camera's geplaatst, om de orde in het centrum van Goes te herstellen.